# بريمولينا
البريمولينا (Primulina) هي جنس نباتي من عائلة الجسنرياسي (Gesneriaceae)، من فئة البنفسجيات الأفريقية. في عام 2011 تم توسيع الجنس مع نقل العديد من الأنواع التي كانت موجودة في السابق في جنس الشريتا (Chirita). وفي عام 2016، تم نقل خمسة أنواع أخرى إلى جنس الدينوستيغما (Deinostigma).